# 大原 (八潮市)
大原（だいばら）は、埼玉県八潮市の大字。郵便番号は340-0825。

## 地理
八潮市の南部に位置する。首都高速6号三郷線が地区を東西に横断している。東は八潮、茜町、西から北にかけては大曽根、南は垳と隣接している。地区の東側には葛西用水路がほぼ南北に流れている。
地区の全域では、つくばエクスプレスの整備に合わせ区画整理が進められている。なお、地区内から八潮駅までは直線距離で1 km程度である。地区内には八潮南出入口の下り（三郷JCT方面）料金所がある。出入口は隣接する大曽根地区にある。

## 由来
馬の牧場の牧草地の、大きな原野を由来としている。

## 歴史
もとは江戸期より存在した武蔵国埼玉郡八条領に属する大原村であった。古くは馬場と称されたひとつの村であったが、上馬場村、中馬場村とともに下馬場が馬場から分村され、のちに大原に改称されたと云われている。

### 沿革
- はじめは幕府領で、1662年（寛文2年）より大半の知行が旗本森川氏となるが、その後は幕府領および森川2氏との相給となる[8]。なお、検地は寛永4年に実施[8]。
- 幕末の時点では埼玉郡に属し、明治初年の『旧高旧領取調帳』の記載によると、代官佐々井半十郎支配所が管轄する幕府領、および旗本2氏（森川織部、森川主税）の知行であった[9]。
- 1868年（慶応4年）6月19日 - 幕府領が武蔵知県事・山田政則（忍藩士）の管轄となる。
- 1869年（明治2年）1月13日 - 武蔵知県事・河瀬秀治の管轄区域に小菅県を設置、同県の管轄となる。県庁は葛飾郡小菅村に置かれる。
- 1871年（明治4年）11月14日 - 太政官布告第594により小菅県を廃止。埼玉県の管轄となる。
- 1879年（明治12年）3月17日 - 郡区町村編制法により成立した南埼玉郡に属す。郡役所は岩槻町に設置。
- 1889年（明治22年）4月1日 - 町村制施行に伴ない、南埼玉郡上馬場村、西袋村、中馬場村、浮塚村、柳之宮村、大曾根村、南後谷村と合併し、南埼玉郡八幡村が成立、大原村は八幡村の大字大原となる。
- 1956年（昭和31年）9月28日 - 潮止村、八條村と合併し、南埼玉郡八潮村の大字となる。
- 1964年（昭和39年）10月1日 - 町制施行により、南埼玉郡八潮町の大字となる。
- 1972年（昭和44年）2月 - 土地改良事業に伴い、大字大曽根、浮塚、垳地区とともに地区の区域変更を実施する。その際土地改良事業区域内にある一部の小字（蛇田耕地、御殿谷）の省略も実施する。
- 1972年（昭和47年）
  - 1月15日 - 市制施行により、八潮市の大字となる。
  - 4月 - 地内に八潮市立八潮第二中学校（現、八潮市立大原中学校）が開校する[10]。
- 1978年（昭和53年）4月 - 地内に八潮市立第九小学校（現、八潮市立大原小学校）が開校する。
- 1985年（昭和60年）1月24日 - 地内に首都高速6号三郷線が建設され、開通する。
- 1986年（昭和61年）10月4日 - 八潮第二土地区画整理事業の完成に伴い町名および地番が変更され、事業区域内にあった地区の一部（字東、字苗間、字原田、字真菰田、字根）が八潮市八潮三丁目〜七丁目となる。これにより「八潮市立第九小学校」や「八潮市立八潮第二中学校」が大字大原から外れる。

## 世帯数と人口
2020年（令和2年）11月1日現在の世帯数と人口は以下の通りである。
| 大字 | 世帯数  | 人口    |
| ---- | ------- | ------- |
| 大原 | 698世帯 | 1,321人 |

## 小・中学校の学区
市立小・中学校に通う場合、学区は以下の通りとなる。
| 番地                                                                            | 小学校               |
| ------------------------------------------------------------------------------- | -------------------- |
| 442〜469、474〜503、525〜548、575〜589、616〜626、606〜663                      | 八潮市立大曽根小学校 |
| 470〜473、505〜511、514〜524、551〜573、591〜611、614、 628〜657、659、664〜668 | 八潮市立大原小学校   |
| 番地                                                                            | 中学校               |
| 全域                                                                            | 八潮市立大原中学校   |

## 交通
地内に鉄道は敷設されていない。

### 道路
- 首都高速6号三郷線
- 埼玉県道116号八潮三郷線 - 首都高速6号の側道
- 青葉通り

※ なお、八潮市立大原小学校は八潮七丁目に八潮市立大原中学校は八潮五丁目に所在する。

## 施設
- 埼玉回生病院
- 大曽根小北さくら公園